# Nicolas-Marie Moriot
Nicolas-Marie Moriot, né à Versailles le 6 janvier 1788 et mort à Sèvres le 20 avril 1852, est un peintre français, miniaturiste et peintre sur porcelaine de renom.